# Кашински рејон
Кашински рејон (рус. Кашинский район) административно-територијална је јединица другог нивоа и општински рејон на југоистоку Тверске области, у европском делу Руске Федерације.
Административни центар рејона је град Кашин. Према проценама националне статистичке службе, на подручју рејона је 2014. живело 26.202 становника или у просеку 13,05 с/км².

## Географија
Кашински рејон обухвата територију површине 2.010 км² и по површини међу мањим рејонима је Тверске области. Граничи се са Кесовогорским рејоном на северу, на северозападу су Бежецки и Рамешки рејон, на западу и југозападу је Кимерски, а на југу Каљазински рејон. На истоку се граничи са рејонима Јарославске области.
Целокупна територија рејона налази се на подручју Горњоволшке низије где река Волга представља најдоминантнији хидрогеографски облик. Поред Волге, односно вештачког Угличког језера који чине јужне границе рејона, важнији водотоци су још и реке Медведица, Кашинка и Јахрома.

## Историја
Кашински рејонс успостављен је 12. јула 1929. као један од рејона тадашњег Бежечког округа Московске области, а настао је на територијама некадашњиег Кашињског и Славковског округа Тверске губерније. Након оснивања Калињинске области 1935. постаје њеним саставним делом.
Рејон је територијално проширен 1963. када му је присаједињена територија расформираног Кесовогорског рејона (али је ту територију изгубио већ две године касније).

## Демографија и административна подела
Према подацима пописа становништва из 2010. на територији рејона је живело укупно 27.410 становника, а од тог броја у главном граду је живело око 60% популације. Према процени из 2014. у рејону је живело 26.202 становника, или у просеку 13,05 ст/км².
| 1959. | 1970. | 1989.  | 2002.  | 2010.  | 2014.   |
| ----- | ----- | ------ | ------ | ------ | ------- |
| ---   | ---   | 36.991 | 30.000 | 27.410 | 26.202* |

Напомена: према процени националне статистичке службе.
На подручју рејона постоји укупно 395 насељених места и једно градско насеље, административно подељени на 11 сеоских и једну урбану општину. Административни центар рејона је град Кашин са око 15.500 становника.

## Привреда и саобраћај
Најважнија природна богатства рејона су минерални извори и тресет. Поред пољопривреде развијени су и погони лаке индустрије и производња електро опреме.
Преко територије рејона пролази важан железнички правац Москва—Каљазин—Сонково—Санкт Петербург.